# تل زباله

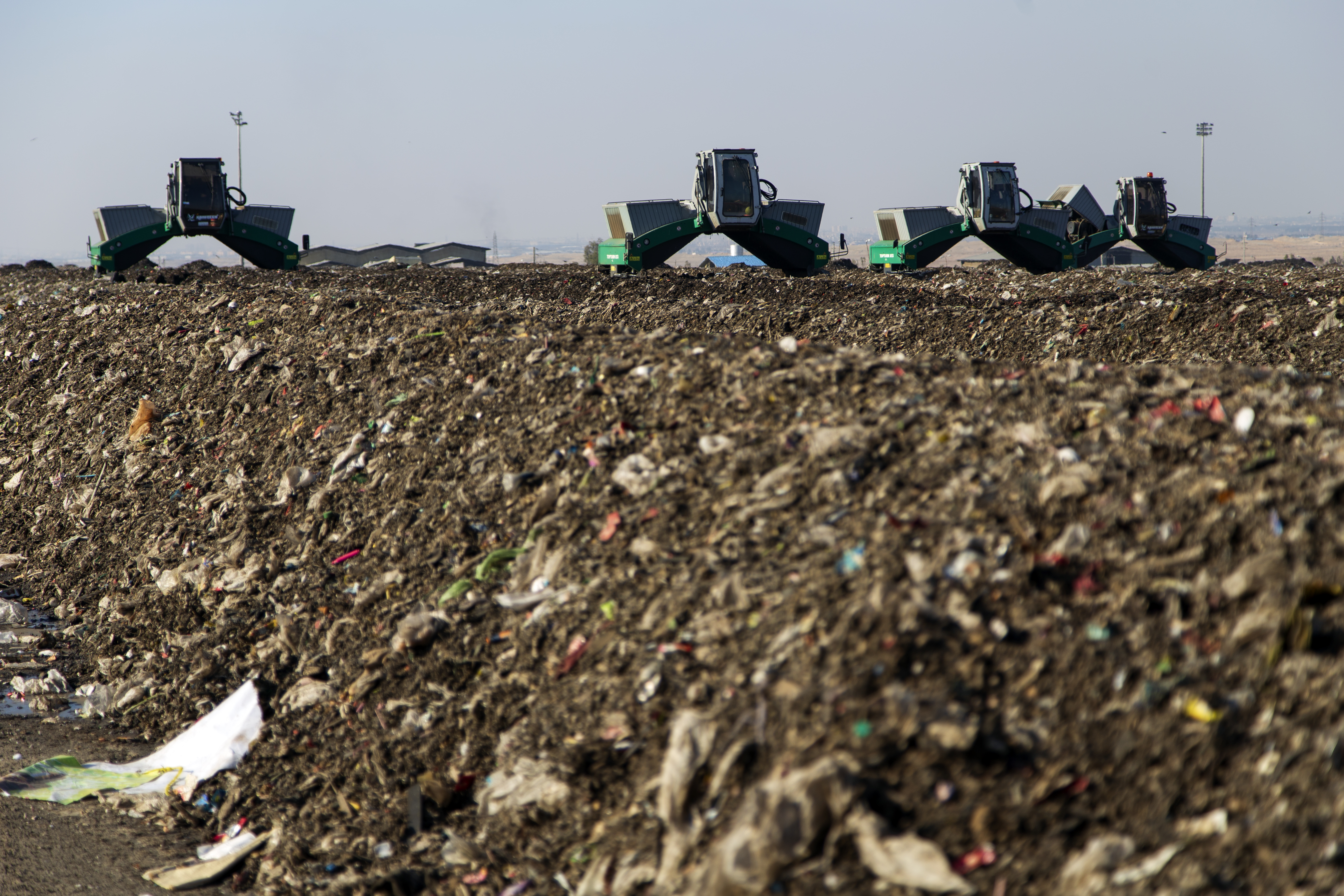
تل زباله در مرکز آرادکوه شهر تهران

در باستان‌شناسی، تل زباله (انگلیسی: Midden) یک گورستان زباله خانگی است که ممکن است شامل استخوان حیوانات، مدفوع انسانی، پاره‌سفال، تراشه سنگی، و دیگر پسماندهای انسانی باشد. این پدیدارها اطلاعات مهمی را در مطالعه عادت‌ها، سبک زندگی، رژیم غذایی و دیگر مختصات جوامع تاریخی در اختیار باستان‌شناسان می‌گذارند.